# Schauenburg (Dossenheim)
Schauenburg is een burchtruïne in Dossenheim in Baden-Württemberg.

## Geschiedenis
De bouw van de burcht startte in de eerste helft van de 12e eeuw in opdracht van de adellijke familie Schauenburg.
In 1460 wordt de burcht tijdens de Badens-Paltsische oorlog door keurvorst Frederik I van de Palts gedurende vijf dagen belegerd. Na de capitulatie door de verdedigers uit Mainz op zondag 20 april 1460 liet Frederik I de verdedigingswerken afbreken. In 1750 bericht kroniekschrijver Wickenburg dat er op het burchtplein 'niets dan lage muren en grachten te zien zijn'
Door het gebruik van springstoffen in de nabijgelegen porfiergroeve is omstreeks 1904-1906 een deel van de bergwand ingestort en een deel van de ruïne verloren gegaan.

## Toegang
De burcht kan vrij bezocht worden en ligt ongeveer 100 meter hoger dan de dichtstbijzijnde parkeerplaats.